# رود تروبژ
رود تروبژ (انگلیسی: Trubezh) یک رودخانه در استان یاروسلاول کشور روسیه است.